# Tachina bijuncta
Tachina bijuncta är en tvåvingeart som beskrevs av Walker 1853. Tachina bijuncta ingår i släktet Tachina och familjen parasitflugor. Inga underarter finns listade i Catalogue of Life.